# Cupid Carries a Gun
«Cupid Carries a Gun» en español: «Cupido lleva un arma» es una canción del grupo Marilyn Manson del álbum The Pale Emperor. Un fragmento de la canción fue utilizada para la serie Salem en 2014, sin embargo su lanzamiento oficial fue el 7 de enero de 2015.

## Composición
El compositor Tyler Bates ideó el primer borrador de la canción cuando fue elegido para elaborar la música de la serie Salem. Bates dijo que la primera idea se le vino después de ver la secuencia de entrada del programa. Después de ello, la compartió con  Marilyn Manson, quien comenzó a escribir una letra. La pareja terminó la composición en el transcurso de una noche y fue la primera en escribirse para el álbum The Pale Emperor. Al día siguiente, Bates tocó la canción para uno de los productores de la serie, Brannon Braga, quien dijo que era el "tono y actitud perfectos" para Salem.

## Temática
La canción principalmente alude a la vida desastrosa de Manson, haciendo hincapié en sus relaciones amorosas fallidas (a eso se debe la línea "Cupido lleva un arma")